# 兀把赛
兀把赛（?—?），明代漠南蒙古內喀爾喀領主，扎鲁特部始祖。清代译名乌巴什，人稱偉徵諾顏（《遼夷略》作委正）。他是達延汗曾孫，阿爾楚博罗特之孫、和尔朔齐哈萨尔（纳力不剌台吉）的兒子。
约16世纪末（明神宗萬曆年間）驻牧地在明朝辽东边外岳落（今内蒙古霍林河北）一带，与明朝通贡。長子伯言大兒（以鄧兒、巴顏達爾伊勒登，忠圖的父親、內齊的祖父），次子都喇勒諾顏（子色本、瑪尼）。次脱卜户（子孛罗大、打剌汉台州），三脱退（子歹青），四小老思。